# مگومی توریگوه
مگومی توریگوه (انگلیسی: Megumi Torigoe؛ زادهٔ ۱ ژانویهٔ ۱۹۴۹) بازیکن فوتبال اهل ژاپن است که در تیم ملی فوتبال زنان ژاپن بازی کرده‌است.